# 10331 Peterbluhm
10331 Peterbluhm este o planetă minoră (asteroid), cu un diametru de 19,568 km, din centura de asteroizi. A fost descoperită pe 9 aprilie 1991 la Thüringer Landessternwarte Tautenburg⁠(d) de Freimut Börngen. 
Obiectul prezintă o orbită caracterizată de o semiaxă mare de 3,9929843 UAi, o excentricitate de 0,22, o înclinație de 4,63938 ° în raport cu ecliptica.